# Crucisternum
Crucisternum (лат.) — род жуков-водолюбов из подсемейства Acidocerinae (Hydrophilidae). 7 видов.

## Распространение
Неотропика: Бразилия, Венесуэла, Гайана, Суринам.

## Описание
Жуки-водолюбы мелких размеров, длина тела от 2,0 до 2,5 мм. В усиках 9 члеников. Формула лапок равна 5-5-5. Тело овальное или вытянутое, с параллельными сторонами, в целом умеренно выпуклое. Цвет тела оранжево-коричневый. Глаза выступают из контура головы. Наличник трапециевидный, с широко выемчатым передним краем. Простернум с сильно приподнятым срединным килем. Надкрылья без швов. Все виды этого рода связаны с засаженными лесными ручьями, как правило, по окраинам, которые содержат большое количество детрита.

## Классификация
В составе Crucisternum описано 7 видов. Включён в состав родовой группы Tobochares.
- Crucisternum escalera Girón & Short, 2018
- Crucisternum ouboteri Girón & Short, 2018
- Crucisternum queneyi Girón & Short, 2018
- Crucisternum sinuatus Girón & Short, 2018
- Crucisternum toboganensis Girón & Short, 2018
- Crucisternum vanessae Girón & Short, 2018
- Crucisternum xingu Girón & Short, 2018